# 인텔리샘플
인텔리샘플(Intellisample)은 지포스 그래픽 카드에 사용되는 엔비디아의 앤티앨리어싱 방법에 대한 브랜드 이름이다.

## 인텔리샘플 4.0
버전 4.0은 지포스 6 및 지포스 7 시리즈에 사용되며 TSAA(투명도 슈퍼샘플링)와 더 빠르지만 품질이 낮은 TMAA(투명도 멀티샘플링)라는 두 가지 새로운 방법이 포함되어 있다. 이러한 방법은 부분적으로 투명한 텍스처(예: 체인 링크 펜스)와 보기 화면에 대해 비스듬한 각도의 텍스처가 있는 장면의 앤티앨리어싱 품질을 향상시키기 위해 설계되었다.
인텔리샘플 4.0 지원은 엔비디아의 디스플레이 드라이버(Forceware) 버전 91.45에서 지포스 6 시리즈 카드에 대해 예고 없이 활성화되었다. 이는 드라이버 릴리스 노트나 엔비디아 웹사이트에 언급되어 있지 않다.